# Iglesia de San Jaime de Alfarp
La iglesia de San Jaime Apostol es un templo católico de Alfarp (Valencia). Está protegida como Bien de Relevancia Local con número 46.20.026-001.
El edificio se construyó en 1712 y se encuentra en la plaza de la Iglesia 3.